# Hochdruckgebiet

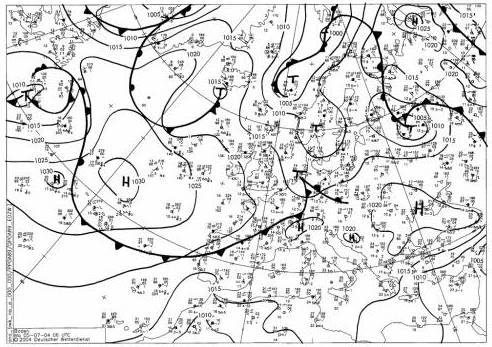
Bodendruckkarte mit eingezeichneten Fronten

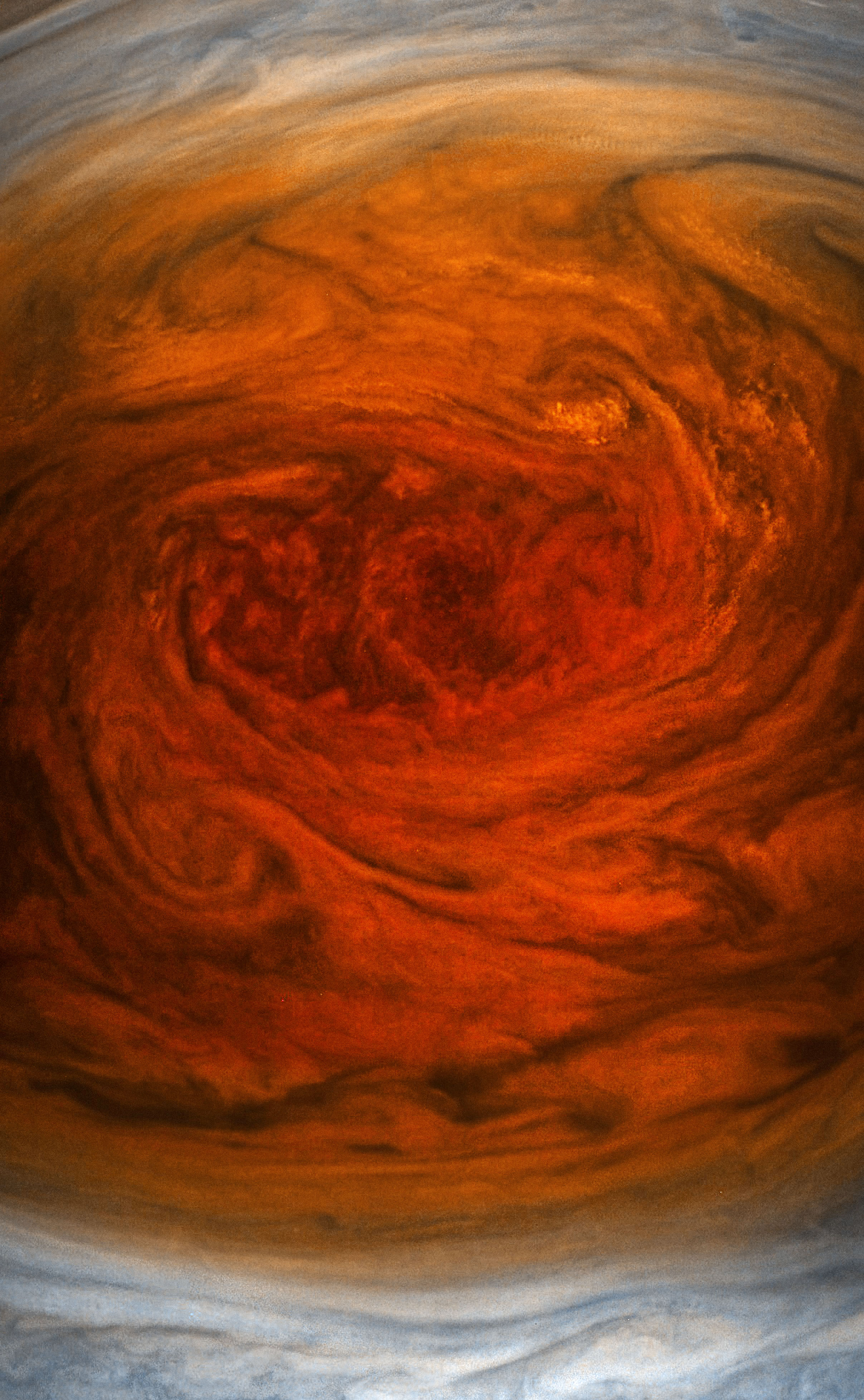
Der Große Rote Fleck auf dem Jupiter ist der größte Wirbelsturm des Sonnensystems.

Als Hochdruckgebiet, auch Antizyklone oder Hoch genannt, bezeichnet man eine großräumige Luftmasse am Boden, die horizontal durch einen im Vergleich zur Umgebung höheren Luftdruck gekennzeichnet ist. Ihm steht begrifflich das Tiefdruckgebiet gegenüber.

## Entstehung und Einteilung
In einem (Boden-)Hochdruckgebiet sinken Luftmassen großräumig ab. Dabei erwärmt sich die Luft adiabatisch, so dass keine Kondensation und mithin keine Wolkenbildung stattfinden kann.
In Bodennähe strömt die Luft aus dem Hochdruckgebiet in Richtung Tiefdruckgebiete hinaus, sie divergiert.
Es gibt daher im Hoch keine Ausbildung von Fronten. Während des Absinkens der Luftmassen bildet sich eine Inversion. Dabei lösen sich die Wolken auf.
Hochdruckgebiete werden nach den Unterschieden bei ihrer Entstehung und Frontentwicklung in drei Kategorien eingeteilt:
- Ein Höhenhoch ist ein Hochdruckgebiet, das in großen Höhen auftritt und daher in Höhenwetterkarten dargestellt wird. Es ist immer mit einem Bodentief verbunden, da bei der Erwärmung von Oberflächen der vertikale Druckgradient abgesenkt wird und sich die relative Luftdruckverringerung am Boden mit zunehmender Höhe in einem relativ zur horizontalen Umgebung höheren Druck widerspiegelt. Man kann daher im umgekehrten Fall aus einem Bodenhoch (auch thermisches Hoch) auch ein Höhentief ableiten.
- Ein Kältehoch entsteht, wenn sich Luft beispielsweise im Winter über einer kühlen Landmasse abkühlt (z. B. Zentralasiatisches Hoch). Die Luft hat dann eine größere Dichte und übt einen höheren Druck auf die Unterlage aus. In den mittleren Breiten kann es auch in Form flacher Keile an der Rückseite von Zyklonen als Zwischenhoch entstehen.
- Ein dynamisches Hoch wird durch Rossby-Wellen (Polarfrontjetstream) erzeugt. Großen Einfluss auf das Wetter Mitteleuropas übt hierbei die dynamische Westwindströmung (Azorenhoch) aus.

## Strömungen im Hochdruckgebiet
Der Wind umströmt ein Hochdruckgebiet immer antizyklonal (auf der Nordhalbkugel im Uhrzeigersinn, auf der Südhalbkugel gegen den Uhrzeigersinn).
Der Drehsinn wird durch die Corioliskraft bestimmt, die eine sich bewegende Luftmasse auf der Nordhalbkugel in Bewegungsrichtung nach rechts ablenkt, auf der Südhalbkugel entsprechend in Bewegungsrichtung nach links, wobei die Stärke dieser Ablenkung vom Äquator zu den Polen zunimmt und von der Windgeschwindigkeit abhängt (Barisches Windgesetz).

## Namensvergabe für Europa
Die in Deutschland und einigen Nachbarländern verwendeten Namen für Tief- und Hochdruckgebiete, die das Wetter in Europa beeinflussen, werden vom Meteorologischen Institut der Freien Universität Berlin vergeben.